# Richard Hammond
Richard Mark Hammond (Solihull, Inglaterra, 19 de diciembre de 1969) es un presentador de televisión británico, ampliamente conocido por el programa de humor automovilístico Top Gear  que presentaba junto a Jeremy Clarkson y James May. También ha trabajado en The Grand Tour, Brainiac: Science Abuse en Sky 1, Richard Hammond's Engineering Connections en BBC Two, Should I Worry About...? en BBC One, Total Wipeout, también en BBC One, Richard Hammond's Blast Lab en CBBC y Science of Stupid en National Geographic.

## Early life

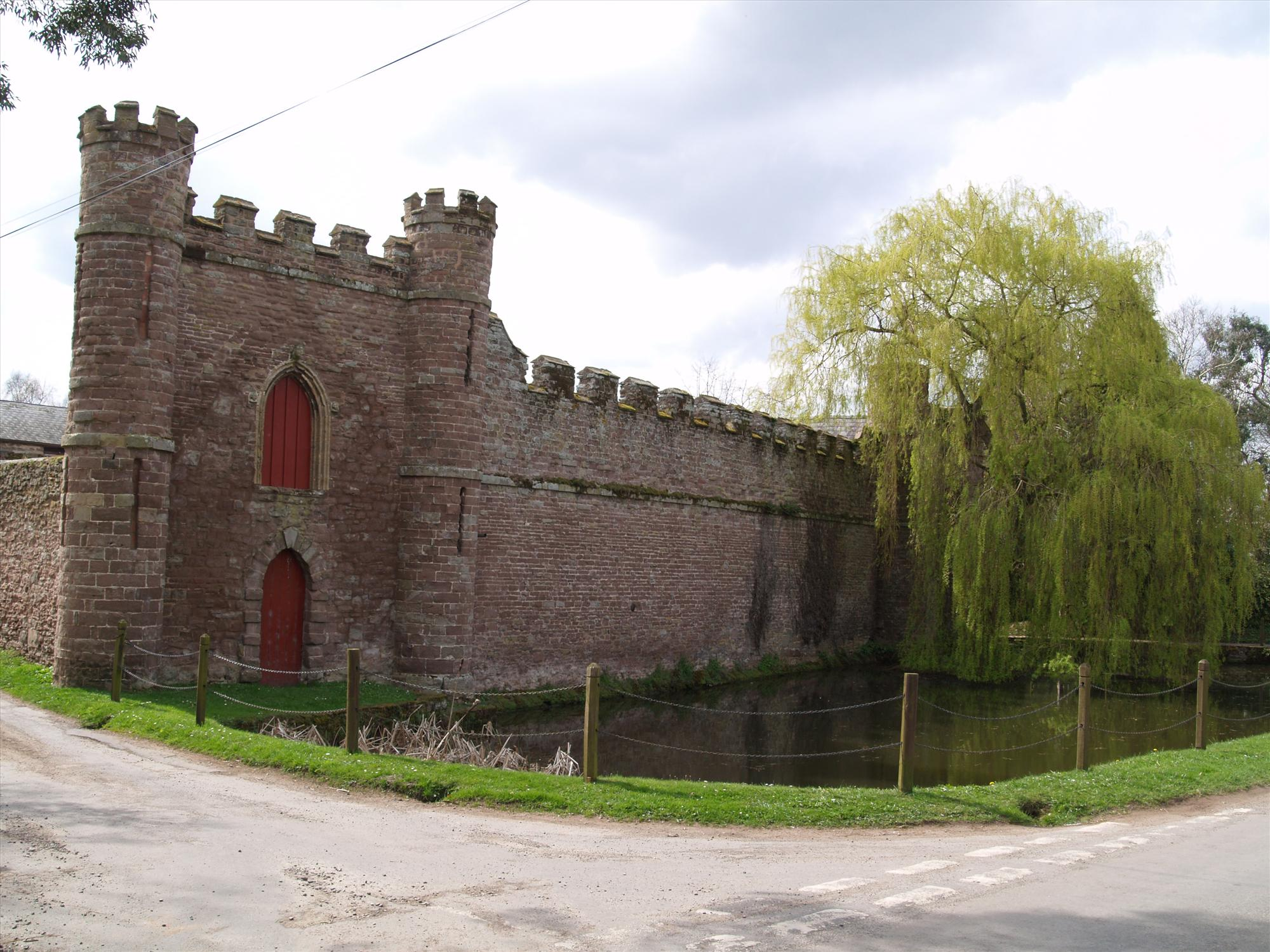
Gran Bretaña. Un castillo de locura

Hammond nació el 19 de diciembre de 1969 en Solihull, Inglaterra, es el mayor de tres hermanos  y es nieto de trabajadores de la industria automotriz de Birmingham. A mediados de 1980, Hammond se mudó con su madre Eileen (de soltera Dunsby), su padre Alan, y sus hermanos menores Andrew, escritor de la serie 'Crypt', y Nicholas a North Yorkshire, cathedral city of Ripon ubicada 10 millas al sur de la ciudad de Bedale, y 8 millas al sur de la histórica villa de Thornton Watlass donde su padre heredó un negocio en el mercado de la ciudad. Acudió a la escuela de infantes Blossomfield  en el distrito de Sharmans Cross en Solihull entre los 3 y 7 años. Aunque originalmente fue alumno de Solihull School, una escuela de niñós independiente y gratis, se cambió a Ripon Grammar School, y desde 1986 a 1988 asistió a Harrogate College of Art and Technology. De acuerdo a un episodio de Top Gear (Temporada 16, Episodio 5), el primer trabajo de Richard fue en una planta de filtración de agua paleando grit.